# Pozo Santa Bárbara
El pozo Santa Bárbara es una histórica mina de carbón asturiana ya clausurada situada en la parroquia de Turón, en el concejo de Mieres (España). Fue declarado Bien de interés cultural el 29 de octubre de 2009. Actualmente funciona como centro cultural.

## Historia
Fue inaugurado 1913 bajo la titularidad de Hulleras del Turón, con una profundidad de 113 metros. Se encuentra situado en el paraje conocido como La Rabaldana, en una franja de terreno plana, estrecha y alargada limitada por la carretera actual, el río, y la carretera de servicio de Hunosa.
Fue un importante centro de producción, que permitía explotar un yacimiento subterráneo bajo el nivel del valle de Turón, que se corresponde con las capas inferiores de los grupos de montaña San Víctor y San Pedro. El pozo Santa Bárbara constituye un conjunto orgánico de elementos arquitectónicos e industriales que se integra en el valle formando un todo de indudable homogeneidad. El hecho de presentar ejemplos de diferentes estructuras, elementos industriales e incluso de edificios residenciales o de servicio; la coherencia formal de la mayor parte de ellos, que si bien presentan una cronología inicial a caballo entre la segunda y la tercera décadas del siglo XX, fueron transformados o erigidos ex novo a un tiempo a lo largo de los años sesenta; así como la propia evolución diacrónica del conjunto de la explotación, que se convierte por sí misma en un ejemplar tipo, amén de ser uno de los primeros pozos profundizados en Asturias, son argumentos que justifican el interés patrimonial del pozo. 
El clima previo a la Gran Guerra anunciaba buenas perspectivas para el sector minero nacional, de ahí que en 1913 la Sociedad Hulleras del Turón se planteara obtener un aumento de la producción, una reducción del precio de costo y una mecanización como alternativa a la dependencia de la mano de obra, todo ello a través del que se llamó «Nuevo Campo de Explotación», un plan de trabajos que atacaría las capas de los grupos San Víctor y San Pedro, situándose entre ambos. 
En la historia de la compañía el papel desempeñado por este pozo es crucial, ya que fue una pieza clave en el aumento de la producción experimentado en los años 1920, y también un campo privilegiado en la introducción de maquinaria para el laboreo, en la mecanización (introducción de martillos picadores) y mejora del transporte, que requirió la introducción de mejoras en el resto de instalaciones y que explica que se construyera, en paralelo, el nuevo lavadero de La Cuadriella, inaugurado en 1926. Su remodelación en las décadas centrales del siglo XX también se explica por la voluntad de progreso de la compañía y su interés en las mejoras técnicas, habiéndose convertido en un importante pozo incluso dentro de Hunosa y de su Grupo Turón. 
Como el resto de las instalaciones de la Sociedad, el pozo Santa Bárbara entró a formar parte de la empresa nacional Hunosa en 1970, cuando la crisis del sector ya era insalvable. Pese a encontrarse entre los pozos «indultados» de entre los propuestos para el cierre en el Plan de Futuro de la empresa 1991-1993, merced a la fuerte presión social ejercida, a la entrada en Hunosa de la compañía Minas de Lieres, en 1992, aceleró el proceso de cierre de la explotación. Aunque oficialmente la clausura del pozo se produce en septiembre de 1994, el registro de actividades dentro del mismo concluye el día 2 de diciembre de ese año, produciéndose el cierre definitivo de las instalaciones el 31 de julio de 1995.

## Descripción

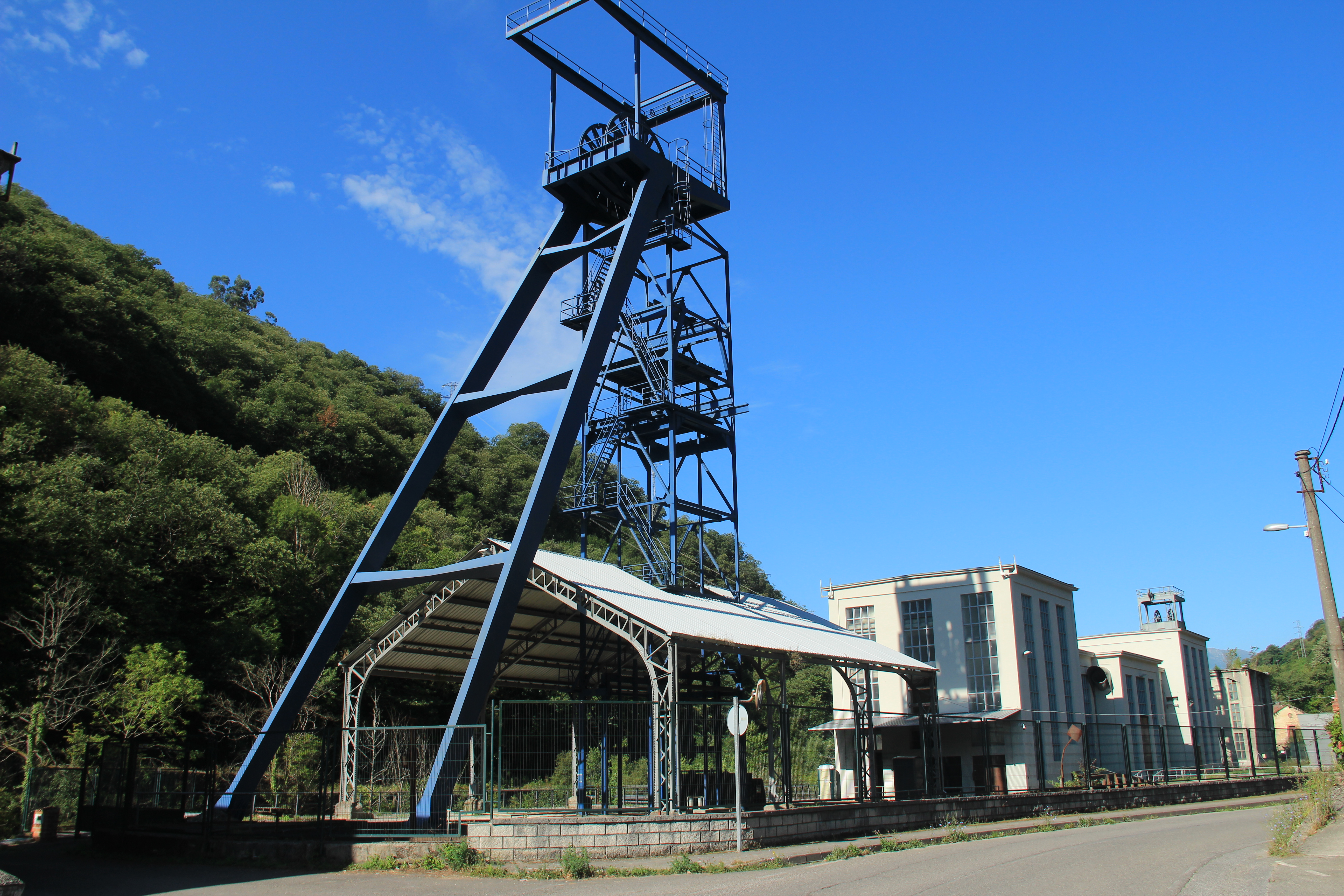
Castilletes, embarque exterior y casa de máquina

### Pozo principal
Pozo de sección circular de 5,5 metros de diámetro y 545 metros de profundidad en once plantas, con escalas en la caña del pozo y con rejas de protección. Sobre el mismo se levanta un castillete de hierro de unos 30 m de altura. La estructura de este castillete es recta, sin remaches pero soldada, con dos jaulas en servicio y otras dos en reserva de un piso con capacidad para dos vagones. Tiene dos tirantes que convergen en altura y dan estabilidad al conjunto. 
El pozo y el área inmediata al mismo se encuentran cubiertos por un cobertizo fabricado en hierro de perfiles laminados y cubierta de cinc, que según el informe Galtier se puede fechar en 1960. Sin embargo, en una fotografía que aparece en el Catastro Minero de Asturias, editado por la Dirección General de Minas en 1944, ya aparece esta cubierta alrededor de la estructura del castillete. 
El castillete fue construido en 1962. 

### Casa de máquinas del pozo principal
Se trata de un edificio de una sola planta sobre semisótano y sótano, levantado con sillería, mampostería, hormigón armada y ladrillo. 
Puesto que se construyó sobre la orilla del río, en un terreno desnivelado, fueron necesarios gruesos cimientos de hormigón, como se aprecia en la sección. 
El edificio fue construido en 1960. Es un inmueble exento de planta rectangular y volumen paralepipédico.
Estructura de hormigón armado. Muros de cerramiento de ladrillo. Carpintería metálica en vanos practicables y prefabricada de hormigón en el resto. Forjado de losa de hormigón armado. Cubierta de losa de cerámica armada, fibra de vidrio y chapa de betún asfáltica con rasilla catalana. 
Su función era albergar la maquinaria que acciona la jaula del castillete principal. 

### Pozo auxiliar
Situado aguas abajo del Turón, el pozo auxiliar tiene 550 m de profundidad repartidos en 11 plantas y una sección circular de 4 m de diámetro. 
Sobre el mismo se erige el segundo castillete de La Rabaldana, una estructura de unos 17 m de altura que mueve dos jaulas de un piso con capacidad para un vagón cada una y fue construido en 1962.

### Casa de máquinas del pozo auxiliar
Edificio de planta rectangular y un solo nivel sobre dos sótanos. Sus fachadas son completamente abiertas por grandes vanos adintelados. La estructura del mismo es de hormigón encofrado de sección rectangular con sólidas cimentaciones escalonadas para salvar el desnivel de la orilla del río. Además de los pilares perimetrales, los dinteles, zunchos y la losa de la cubierta son asimismo de hormigón. La obra maestra se alza con ladrillo macizo revocado con mortero de cemento. 
Edificio construido en 1960. Es un inmueble exento de planta rectangular y volumen paralepipédico.
La estructura es de hormigón armado. Muros de ladrillo pintados. Carpintería metálica en vanos practicables y prefabricada de hormigón en el resto. Forjado con losa de hormigón armado y solera de rasilla. Cubierta con losa de cerámica armada, fibra de vidrio chapa de betún asfáltica con rasilla catalana.

### Antigua casa de máquinas
El edificio que albergó la antigua casa de máquina común para ambos pozos de extracción es un gran edificio rectangular, cuyo aspecto y funcionalidad actual poco tiene que ver con la instalación original de la década de 1920. 
En la actualidad la alargada nave de la antigua casa de máquinas acoge en su extremo occidental una subestación transformadora, la parte más cercana al pozo principal se dedicó a oficinas así como a las dependencias de la brigada de salvamento en el piso primero, y el centro de la estructura alberga una gran sala de compresores. 
La estructura del edificio original estaba formada por un cuerpo central de una sola altura cubierto por un tejado a dos aguas de cinc sobre estructura metálica, que contaba con una especie de sobretejado a modo de lucernario; y sendos cuerpos en los testeros occidental y oriental, algo más altos que el central (dos alturas) y también destacados en planta, con el remate superior de sus fachadas en algo parecido a un frontón triangular. 
Si la fachada original se resolvía con vanos alargados y cubiertos de arcos de medio punto en el primer nivel y en las dos alturas de los bloques del testero, en una segunda altura de huecos del cuerpo central se alineaban pequeñas ventanas de iluminación con arcos rebajados. La reforma transformó aquella disposición tradicional con la introducción de grandes pilares de hormigón que creaban delante una pantalla en la que era más fácil abrir grandes ventanales adintelados que recorren en toda su altura la fachada y proporcionan mayor luminosidad al interior del taller. La transformación estructural trajo un cambio en los materiales tradicionales, puesto que del ladrillo y el revoco de mortero pintado y decorado se pasa a un aspecto mucho más funcional con el hormigón y el metal como materiales fundamentales. 

### Pozo de ventilación
Se trata de un pequeño edificio de 1925 destinado a servir de generador de aire para enviar al interior de la mina. Las instalaciones metálicas captaban el aire exterior y lo enviaban al interior de la galería, extrayendo a su vez el que había dentro. De esta forma se generaba una corriente de aire que purificaba el ambiente. 
Su planta es rectangular y su cubierta a dos aguas con teja plana sobre estructura metálica. La obra se alza con mampostería ordinaria, con los enmarques de las esquinas, el borde, los vanos de medio punto, el hastial y el frontal de ladrillo visto. Actualmente las partes de piedra están alicatadas en blanco, lo cual produce un fuerte contraste cromático. 

### Oficinas y casa de aseo
Edificio de planta rectangular y tres alturas, está recorrido por vanos alargados y adintelados, lo que contribuye a realzar su aspecto horizontal como un gran paralelepípedo tumbado. Su estructura es de hormigón y la obra exterior de sus fachadas es de ladrillo visto. Presenta cubierta aterrazada. 
Antes de la instalación en este espacio del gran edificio de oficinas, se repartían por el lugar diferentes cobertizos y construcciones dedicadas a albergar la lampistería, el botiquín, los almacenes, los vestuarios y aseos de los mineros, así como las propias oficinas de La Rabaldana. Todo ello, que databa de los primeros momentos de explotación de la mina (años 1920) fue sustituido a principios de los años 60 por el elemento descrito, aunque desde 1952 parece haber proyectos destinados a su reforma. 

### Instalaciones de carga y tolvas
En 1922, dentro del programa general de actuaciones preparatorias para la explotación del Pozo Santa Bárbara, se construyeron las infraestructuras necesarias para la carga del carbón en el ferrocarril minero que recorría el valle. Puesto que el pozo se encontraba en la margen septentrional del río y que el espacio para instalar la zona de carga se planteó al otro lado, fue necesaria la construcción, en primer lugar, de un puente que comunicara la salida del pozo principal con la orilla opuesta del Turón. Este puente se fabricó en 1922 e inmediatamente se trabajó en la preparación de los accesorios y elementos para acarrear y embarcar el mineral en vagones del ferrocarril (basculador, cinta transportadora y tolvas). 
En cuanto a las tolvas concretamente, fueron levantadas con estructura metálica compuesta por pies derechos verticales y jácenas transversales y longitudinales, arriostradas en la parte superior e inferior. También metálica era la armadura de su cubierta a dos aguas con tejado de zinc. De todo ello no se conservan restos, salvo el espacio que ocupaban. 
Otros elementos desparecidos del conjunto del Pozo Santa Bárbara son la vieja casa de aseos, de los años 1920 y una serie de dependencias que se emplazaban en el espacio que hoy ocupa el bloque de la casa de aseo y oficinas (caso del botiquín y las viejas oficinas del pozo o del almacén y lampistería).